# Rad am Ring 2017
La Rad am Ring 2017, seconda edizione della corsa, valevole come evento dell'UCI Europe Tour 2017 categoria 1.1, si svolse il 30 luglio 2017 su un percorso di 141,2 km, con partenza e arrivo al Nürburgring, in Germania. La vittoria fu appannaggio dell'olandese Huub Duyn, che terminò la gara in 3h 27' 57" alla media di 40,741 km/h precedendo i belgi Wout Van Aert e Dimitri Peyskens.
Al traguardo del Nürburgring 39 ciclisti, dei 114 alla partenza, portarono a termine la competizione.

## Squadre e corridori partecipanti
| N.    | Cod. | Squadra                      |
| ----- | ---- | ---------------------------- |
| 1-8   | GAZ  | Gazprom-RusVelo              |
| 11-17 | VWC  | Veranda's Willems-Crelan     |
| 21-28 | WVA  | WB-Veranclassic-Aqua Protect |
| 31-38 | CYC  | 0711/Cycling                 |
| 41-48 | BIK  | Bike Channel Canyon          |
| 51-58 | DJP  | Destil-Jo Piels Cycling Team |
| 61-68 | HAC  | Hrinkow Advarics Cycleang    |
| 71-78 | LKT  | LKT Team Brandenburg         |

| N.      | Cod. | Squadra                |
| ------- | ---- | ---------------------- |
| 81-87   | RNR  | rad-net Rose Team      |
| 91-98   | TCQ  | ColoQuick-Cult         |
| 101-108 | TDA  | Dauner D&DQ-Akkon      |
| 111-118 | CCD  | Team Differdange-Losch |
| 122-128 | THF  | Team Heizomat          |
| 131-138 | LKH  | Team Lotto-Kern Haus   |
| 141-146 | SVL  | Team Sauerland         |
| 151-158 | VOL  | Team Vorarlberg        |

## Ordine d'arrivo (Top 10)
| Pos. | Corridore        | Squadra     | Tempo    |
| ---- | ---------------- | ----------- | -------- |
| 1    | Huub Duyn        | Veranda's   | 3h27'57" |
| 2    | Wout Van Aert    | Veranda's   | a 4"     |
| 3    | Dimitri Peyskens | WB-Veran.   | a 7"     |
| 4    | Stijn Devolder   | Veranda's   | a 33"    |
| 5    | Ivan Savickij    | Gazprom     | a 53"    |
| 6    | Peter Schulting  | Destil      | a 59"    |
| 7    | Rob Partridge    | Bike Canyon | a 1'02"  |
| 8    | Jesper Schultz   | ColoQuick   | s.t.     |
| 9    | Rory Townsend    | Bike Canyon | a 1'08"  |
| 10   | Gian Friesecke   | Vorarlberg  | s.t.     |